# Украинский центр политического менеджмента
Украинский центр политического менеджмента (укр. Український центр політичного менеджменту) — украинский аналитический центр, негосударственная некоммерческая организация. Создан в 1998 году. Президент организации — доктор политических наук, профессор Ю. Ж. Шайгородский.

## История
Всеукраинская благотворительная организация «Украинский центр политического менеджмента» создана в 1998 году по инициативе группы исследователей, объединившихся с целью анализа результатов парламентских (1998) выборов на Украине. Итогом работы этой группы стало первое аналитическое издание Центра — «Выбори’98: документы, статистические данные, анализ».
Инициаторы создания Центра, целью его деятельности определили разработку и реализацию научно-практических проектов и комплексных программ в области политического управления. Основные уставные задачи: повышение уровня политической культуры, содействие развитию отечественной политической и психологической науки, практическому осуществлению общегосударственных, региональных и местных программ, направленных на улучшение социально-экономического положения и развитие информационной инфраструктуры.
Центр объединил ведущих украинских учёных: политологов, психологов, социологов, философов, преподавателей, аспирантов и студентов, всех, кого интересуют проблемы общественного развития. Стал одним из первых независимых политологических центров на Украине.

## Деятельность
Украинский центр политического менеджмента, являясь некоммерческой организацией, привлекая спонсорские и благотворительные средства, на безоплатной основе разрабатывает и реализует научно-исследовательские проекты, культурно-просветительские программы; организует и проводит научно-практические конференции, семинары, встречи, «круглые столы»; осуществляет издательскую деятельность, готовит к печати и издает научные журналы, научную, справочную и учебную литературу. 

Учредитель и издатель журналов «Политический менеджмент» (специализированное издание по политическим, социологическим и историческим наукам), «Социальная психология» (специализированное издание по психологическим, социологическим и философским наукам), сборника научных трудов «Современная украинская политика» (специализированные издания по политическим и философским наукам). Издания Центра входят в перечень наиболее цитируемых рецензируемых научных изданий ВАК Украины для опубликования основных научных результатов диссертаций по политическим, психологическим, социологическим, философским и историческим наукам; соучредитель научного журнала «Человек и политика». 

Центром организовано и проведено около 100 международных и всеукраинских научно-практических мероприятий; издано более 40 научных, информационно-справочных и аналитических, более 150 периодических и продлеваемых научных изданий общим тиражом более 100 тыс. экз. Издания бесплатно передаются в государственные научные библиотеки, библиотеки высших учебных заведений, научным учреждениям, институтам гражданского общества, исследовательским центрам, органам государственной власти и управления.
Избранные издательские и научно-исследовательские проекты

- Избирательное законодательство Украины [Сост. Ю. Шайгородский]. Киев: Украинский центр политического менеджмента, 2002. 296 с. 1000 экз.[7] (укр.)
- Верховная Рада Украины IV созыва: Предвыборные программы [Автор-сост. Ю. Шайгородский]. Киев: Украинский центр политического менеджмента, 2002. 566 с. 1500 экз.[8] (укр.)
- Научно-практическая конференция «Социально-психологическое измерение демократических преобразований в Украине»[9] (укр.)
- Политические партии Украины : в 3 т. [Сост. Ю. Шайгородский]. Киев: Украинский центр политического менеджмента, 2005. / Т.1. 876 с.; Т.2. 900 с.; Т.3. 872 с. 500 экз.[10] (укр.)
- Научно-практическая конференция «Политическая реформа в Украине»[11] (укр.)
- Правовые основы защиты личностных ценностей и общественной морали : сборник нормативных актов Украины [Состав. : Ю. Ж. Шайгородский, К. П. Меркотан]. Киев: Украинский центр политического менеджмента, 2007. 440 с.[12] (укр.)
- Научно-практическая конференция «Агрессивность на телеэкране: оценка специалистов»[13]
- Международная научно-практическая конференция «Современные проблемы политического менеджмента»[14]
- Круглый стол «Политические технологии: инструмент управления или манипуляций?»[15]
- Власть и общество: диалог через общественные советы : [монографія] / [Шайгородский Ю. Ж., Андрийчук Т. С. и др. ; под общ. ред. Шайгородского Ю. Ж.] ; USAID, Украинский центр политического менеджмента. Киев: Паливода, 2011. 147 с. : табл., рис. 1000 экз.[16] (укр.)
- Почепцов Г. Глобальные проекты: конструирование будущего. Учебн. пособ. Киев: Украинский центр политического менеджмента, 2009. 212 с. (Б-ка журн. «Социальная психология»)[17] (укр.)
- Круглый стол «Проблемы экономической социализации молодежи»[18]
- Международная научно-практическая конференция «Молодежь и европейские ценности»[19]